# Saint-Cyr-de-Salerne
Saint-Cyr-de-Salerne é uma comuna francesa na região administrativa da Normandia, no departamento de Eure. Estende-se por uma área de 6,33 km². Em 2010 a comuna tinha 214 habitantes (densidade: 33,8 hab./km²).